# Monthureux-le-Sec
Monthureux-le-Sec település Franciaországban, Vosges megyében. Lakosainak száma 174 fő (2022. január 1.). Monthureux-le-Sec Esley, Haréville, Remoncourt, Senonges, Thuillières és Valleroy-le-Sec községekkel határos.

## Népesség
A település népességének változása:
| Lakosok száma | 169  | 162  | 167  | 159  | 158  | 159  | 164  | 169  | 174  |
|               | 2013 | 2015 | 2016 | 2017 | 2018 | 2019 | 2020 | 2021 | 2022 |